# Долголесье (Гомельская область)
Долголе́сье (бел. Даўгале́ссе) — деревня в Гомельском районе Гомельской области Республики Беларусь. Административный центр Долголесского сельсовета.

## География

### Расположение
В 19 км от железнодорожной станции Якимовка (на линии Калинковичи — Гомель), 35 км на юго-запад от Гомеля.

### Гидрография
На севере и западе мелиоративные каналы.

## Транспортная сеть
Транспортные связи по просёлочной, затем автомобильной дороге Михальки — Калинковичи — Гомель. Планировка состоит из 3 частей: западной (к прямолинейной улице с почти широтной ориентации присоединяются под углом короткие прямолинейные улицы с севера и юга), средней (дугообразная улица почти широтной ориентации) и восточной (прямолинейная улица с переулком, ориентированная с юго-запада на северо-восток). Застройка неплотная, преимущественно деревянная, усадебного типа.

## История
По письменным источникам известна с конца XIX века. Наиболее интенсивная застройка приходится на 1920-е годы. В 1926 году действовали отделение связи, школа, центр Карналинского сельсовета Дятловского района Гомельского округа. В 1931 году организован колхоз. Во время Великой Отечественной войны оккупанты убили в 1941 году 4 советских активистов (похоронены на кладбище). В боях около деревни погибли 6 советских солдат и партизан (похоронены в братской могиле). 26 жителей погибли на фронте. С 3 сентября 1965 года центр Долголесского сельсовета и совхоза имени А. М. Горького. Размещаются средняя школа (в 1989 году построено кирпичное здание), Дом культуры, библиотека, детский сад, фельдшерско-акушерский пункт, отделение связи, комплексно-приёмный пункт бытового обслуживания, столовая, швейная и сапожная мастерские, 2 магазина, баня.
В 1987—1992 годах построены 142 кирпичных дома для переселенцев из загрязнённых радиацией мест в результате аварии на Чернобыльской АЭС.
В Долголесье родился белорусский оперный певец А. Г. Рудковский (1943—1999).

## Население
- 1926 год — 54 двора, 271 житель.
- 1959 год — 661 житель (согласно переписи).
- 2004 год — 322 хозяйства, 835 жителей.